# Championnat de France féminin de football 2025-2026
Pour les articles homonymes, voir Championnat de France de football (homonymie).
Cet article traite uniquement du championnat féminin. Pour le championnat masculin, voir Championnat de France de football 2025-2026
Navigation
Arkema Première Ligue
2024-2025 Arkema Première Ligue
2026-2027
La saison 2025-2026 d'Arkema Première Ligue est la 52e édition du championnat de France féminin de football, la 2e sous l'appellation « Arkema Première Ligue ». La saison commence le 6 septembre 2025 et s’achève le 6 mai 2026.

## Participants
| \| Dijon FCO FC Fleury RC Lens Havre AC Olympique lyonnais Montpellier HSC FC Nantes Paris FC Paris SG Olympique de · Marseille AS Saint-Étienne RC Strasbourg \| Localisation des clubs engagés dans le championnat. |
| Dijon FCO FC Fleury RC Lens Havre AC Olympique lyonnais Montpellier HSC FC Nantes Paris FC Paris SG Olympique de · Marseille AS Saint-Étienne RC Strasbourg                                                           |

| \| FC Fleury Paris FC Paris SG \| Localisation des clubs d'Île-de-France · engagés dans le championnat. |
| FC Fleury Paris FC Paris SG                                                                             |

| Club                   | Dernière montée | Classement 2024-2025 | Entraîneur          | Depuis | Stade principal                                   | Capacité     | Nombre de saisons en D1 |
| ---------------------- | --------------- | -------------------- | ------------------- | ------ | ------------------------------------------------- | ------------ | ----------------------- |
| OL Lyonnes             | 1977            | 1er                  | Jonatan Giráldez    | 2025   | Groupama OL Training Center, Décines-Charpieu     | 1 524        | 49                      |
| Paris Saint-Germain    | 2001            | 2e                   | Paulo César         | 2025   | Campus PSG, Poissy - Parc des Princes, Paris      | 403 - 48 583 | 39                      |
| Paris FC               | 1979            | 3e                   | Sandrine Soubeyrand | 2018   | Stade Charléty, Paris                             | 18 845       | 48                      |
| Dijon FCO              | 2018            | 4e                   | Pierre-Alain Picard | 2025   | Stade Gaston-Gérard                               | 18 376       | 8                       |
| FC Fleury 91           | 2017            | 5e                   | Frédéric Biancalani | 2024   | Stade Robert-Bobin, Bondoufle                     | 18 850       | 8                       |
| Montpellier HSC        | 1997            | 6e                   | Yannick Chandioux   | 2021   | Centre d'entraînement Bernard-Gasset, Montpellier | 1 280        | 33                      |
| FC Nantes              | 2024            | 7e                   | Nicolas Chabot      | 2023   | Stade Marcel-Saupin                               | 1 880        | 2                       |
| Le Havre AC            | 2022            | 8e                   | Maxime Di Liberto   | 2024   | Stade Océane, Le Havre                            | 25 178       | 5                       |
| RC Strasbourg          | 2024            | 9e                   | Vincent Nogueira    | 2020   | Stade Jean-Nicolas-Muller                         | 1 000        | 6                       |
| AS Saint-Étienne       | 2023            | 10e                  | Sébastien Joseph    | 2025   | Stade Salif-Keita, Saint-Étienne                  | 1 250        | 16                      |
| Olympique de Marseille | 2025            | 1er de (D2)          | Christophe Parra    | 2023   | Stade Paul-Le Cesne, Marseille                    | 8 000        | 4                       |
| RC Lens                | 2025            | 2e de (D2)           | Sarah M'Barek       | 2020   | Stade François-Blin, Avion                        | 5 228        | 0                       |

Légende des couleurs
- Qualifié pour la phase de groupes de la Ligue des champions 2025-2026
- Qualifié pour le deuxième tour de la Ligue des champions 2025-2026
- Qualifié pour le premier tour de la Ligue des champions 2025-2026
- Promu de Seconde Ligue 2024-2025

### Changements d'entraîneur
| Club                | Entraîneur partant    | Motif du départ                                   | Date de départ | Position   | Entraîneur arrivant | Date d'arrivée |
| ------------------- | --------------------- | ------------------------------------------------- | -------------- | ---------- | ------------------- | -------------- |
| OL Lyonnes          | Joe Montemurro        | Contrat dans une autre équipe                     | 1er juin 2025  | Pré-saison | Jonatan Giráldez    | 2 juin 2025    |
| Paris Saint-Germain | Paulo Cesar (intérim) | Changement intervenu en cours de saison 2024-2025 | 7 juillet 2025 | Pré-saison | Paulo Cesar         | 7 juillet 2025 |

## Compétition

### Demi-finales
| Demi-finale 1 | [[]]       | -   | [[]] | [[]], [[]]                 |                            |
|               |            | (-) |      | Diffuseur : [[]] puis [[]] | Diffuseur : [[]] puis [[]] |
|               | [ Rapport] |     |      | Diffuseur : [[]] puis [[]] | Diffuseur : [[]] puis [[]] |

| Demi-finale 2 | [[]]       | -   | [[]] | [[]], [[]]             |                        |
|               |            | (-) |      | Diffuseur : [[]], [[]] | Diffuseur : [[]], [[]] |
|               | [ Rapport] |     |      | Diffuseur : [[]], [[]] | Diffuseur : [[]], [[]] |

### Finale
| Finale | [[]]       | - | [[]] | [[]], [[]] |  |
|        |            |   |      |            |  |
|        | [ Rapport] |   |      |            |  |